# RBPMS2
RBPMS2 (англ. RNA binding protein with multiple splicing 2) – білок, який кодується однойменним геном, розташованим у людей на 15-й хромосомі. Довжина поліпептидного ланцюга білка становить 209 амінокислот, а молекулярна маса — 22 497.
| 10         |  | 20         |  | 30         |  | 40         |  | 50         |
| ---------- |  | ---------- |  | ---------- |  | ---------- |  | ---------- |
| MSNLKPDGEH |  | GGSTGTGSGA |  | GSGGALEEEV |  | RTLFVSGLPV |  | DIKPRELYLL |
| FRPFKGYEGS |  | LIKLTARQPV |  | GFVIFDSRAG |  | AEAAKNALNG |  | IRFDPENPQT |
| LRLEFAKANT |  | KMAKSKLMAT |  | PNPSNVHPAL |  | GAHFIARDPY |  | DLMGAALIPA |
| SPEAWAPYPL |  | YTTELTPAIS |  | HAAFTYPTAT |  | AAAAALHAQV |  | RWYPSSDTTQ |
| QGWKYRQFC  |  |            |  |            |  |            |  |            |

A: Аланін

C: Цистеїн

D: Аспарагінова кислота

E: Глутамінова кислота

F: Фенілаланін

G: Гліцин

H: Гістидин

I: Ізолейцин

K: Лізин

L: Лейцин

M: Метіонін

N: Аспарагін

P: Пролін

Q: Глутамін

R: Аргінін

S: Серин

T: Треонін

V: Валін

W: Триптофан

Кодований геном білок за функцією належить до білків розвитку. 
Задіяний у таких біологічних процесах, як ацетилювання, альтернативний сплайсинг. 
Білок має сайт для зв'язування з РНК. 
Локалізований у цитоплазмі.